# Gerlachov (district de Poprad)
Pour les articles homonymes, voir Gerlachov.
Gerlachov (allemand : Gerlsdorf in der Zips) est un village de Slovaquie situé dans la région de Prešov.

## Histoire
Première mention écrite du village en 1326.

## Démographie

### Évolution de la population
| Année:               | 1994. | 2004.    | 2014.   | 2024.   |
| -------------------- | ----- | -------- | ------- | ------- |
| Nombre de personnes: | 704   | 796      | 830     | 864     |
| Différence:          |       | +13,06 % | +4,27 % | +4,09 % |

| Année:               | 2023. | 2024.   |
| -------------------- | ----- | ------- |
| Nombre de personnes: | 867   | 864     |
| Différence:          |       | -0,34 % |